# 선운산가
선운산가(禪雲山歌)는 《고려사》 권71에 기록되어 이름만 전해오는 백제 가요이다.  "장사 사람이 전쟁터에 출정하여 기한이 지나도록 돌아오지 않는지라 그 아내가 남편이 그리워 선운산을 바라보며 노래를 불렀다(長沙人征役 過期不至 其
妻思之 登禪雲山 望而歌之)"하며, 그 가사는 전하지 않는다.